# Google Ad Grants
Google Ad Grants – charytatywny program Google przeznaczony dla organizacji non-profit (głównie fundacji dobroczynnych). Jest elementem projektu Google dla Organizacji Non-Profit.
Organizacje non-profit, które zostaną zakwalifikowane do programu otrzymują od Google comiesięczny grant w wysokości 10 000 dolarów, który zasila ich konto Google Ads, umożliwiając prowadzenie nieodpłatnych kampanii reklamowych za pomocą Google Ads.
Program Google Ad Grants obejmuje ponad 20 000 organizacji non-profit z ponad 50 krajów. Jest dostępny również w Polsce. 
Do programu mogą zakwalifikować się organizacje charytatywne, należące do projektu Google dla Organizacji Non-Profit, posiadające działającą witrynę internetową z merytoryczną treścią. Grant przyzwany jest tylko tym organizacjom, które akceptują przygotowane przez Google oświadczenia o zapobieganiu dyskryminacji oraz stworzone przez Google zasady przyjmowania i wydawania darowizn.